# 1209 Пумма
1209 Пумма (1209 Pumma) — астероїд головного поясу, відкритий 22 квітня 1927 року.
Тіссеранів параметр щодо Юпітера — 3,178.